# Länsväg 272

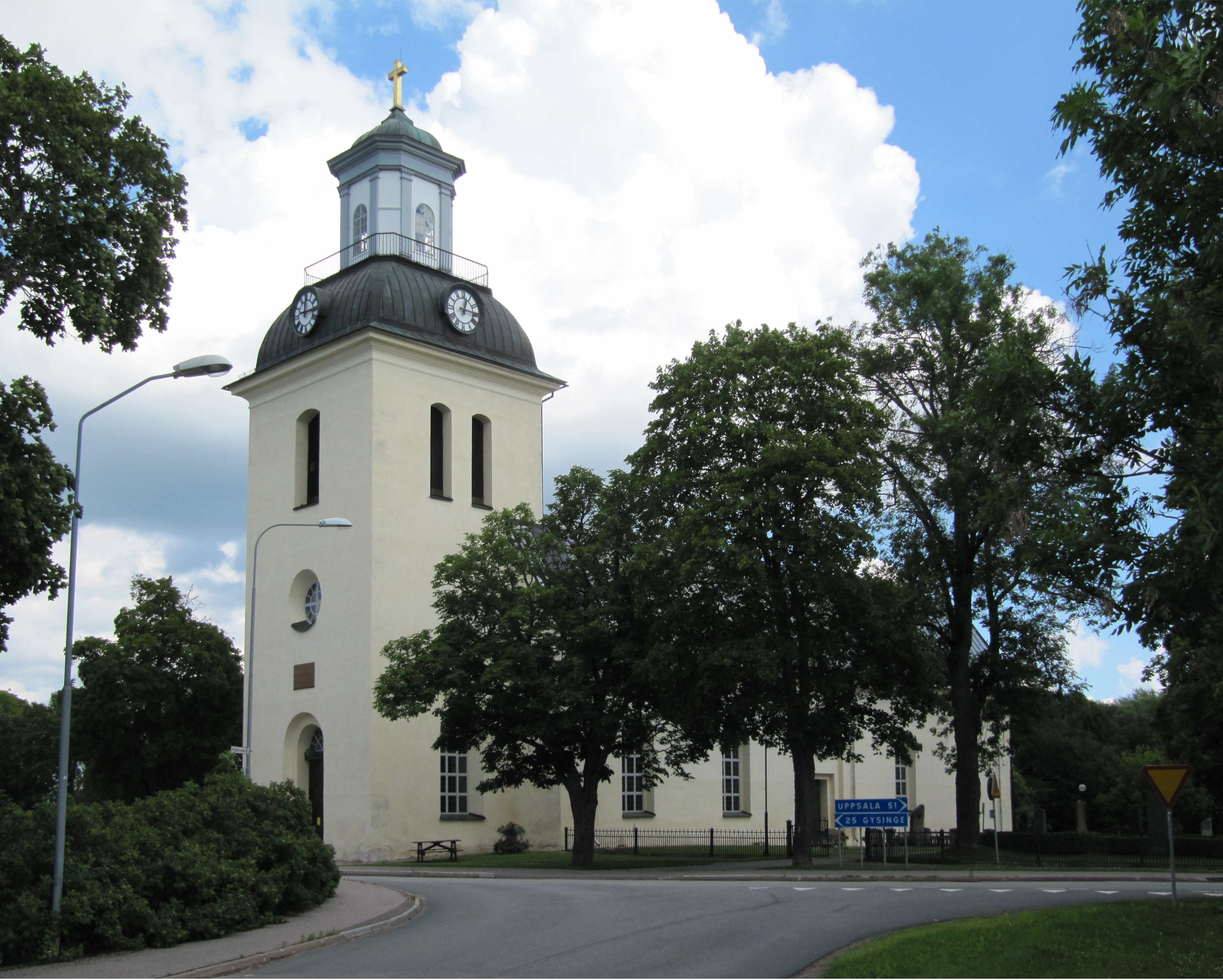
Länsväg 272 passerar framför ingången till Östervåla kyrka.

Länsväg 272 är en primär länsväg i Uppsala och Gävleborgs län. Den är relativt lång (195 km) och har följande sträckning: Uppsala - Harbo - Östervåla - Kerstinbo - Gysinge - Österfärnebo - Sandviken - Ockelbo - Lilltjära (anslutning till riksväg 83.) En kort sträcka söder om Gysinge delar den väg med riksväg 56.
I Uppsala ansluter vägen planskilt till Bärbyleden/väg 55 som Börjegatan. Vägen kallas i dagligt tal i Uppsala för Gysingevägen.
Genom Harbo och upp till Östervåla heter vägen Uppsalavägen och väster om Östervåla Tärnsjövägen. Mellan Gysinge och Österfärnebo heter vägen Gysingsstigen, mellan Österfärnebo och Årsunda Färnebovägen och mellan Årsunda och Sandviken Årsundavägen.
Över Storsjön strax söder om Sandviken löper vägen naturskönt på en rullstensås.
Genom Sandviken går vägen via gatorna Årsundavägen, Sveavägen, Gävlevägen och Högbovägen. Anslutning till E16 görs via Gävlevägen.
Länsväg 272 marknadsförs under namnet Tidernas väg tillsammans med riksväg 83 som ett lugnare alternativ till E4 och som turistväg.